# Portrait du Prince Yusupov
Portrait du Prince Yusupov ou Ritratto del giovane Duca N.B. Yusupov ou Portrait du jeune duc N.B. Ioussoupov est un tableau de Vincenzo Petrocelli daté de 1851 et conservé au musée de l'Ermitage à Saint-Pétersbourg en Russie.

## Description
Vincezo Petroccelii représente le duc Nikolaj Borisovič Yusupov, l'œuvre a été achetée par la volonté du Tsar Nicolas Ier Romanov de Russie, empereur de Russie et roi de Pologne, et est maintenant conservée au musée de l'Ermitage de Saint-Pétersbourg en Russie.

## Expositions
- Petroccelli, Naples, Italie, 1851.
- Musée d'ethnographie des peuples de l'URSS, 1946.
- Musée de l'Ermitage de Saint-Pétersbourg, Russie, 1946.

## Liens
- Vincenzo Petrocelli
- Musée de l'Ermitage
- Famille Ioussoupov
- Nikolaj Borisovič Jusupov

## Bibliograpie
- Angelo De Gubernatis, Ugo Matini, Dizionario degli artisti italiani viventi, pittori, scultori e architetti, éditeur Le Monnier, 1889 (provenance de l'original de l'Université Harvard).
- Enrico Giannelli, Artisti napoletani viventi: pittori, scultori ed architetti : opere da loro esposte, vendute e premi ottenuti in esposizioni nazionali ed internazionali, Melfi & Joele, 1916.
- Arturo Berisio, Napoli nobilissima, Volumes 9-10, 1969.
- Giuseppe Luigi Marini, Il Valore dei dipinti italiani dell'Ottocento e del primo Novecento: l'analisi critica, storica ed economica, Allemandi, 2001  (ISBN 884221051X).
- Fernando Mazzocca, La Galleria d'Arte Moderna e la Villa Reale di Milano, Silvana, 2007.